# Joachim Gürtler
Joachim Gürtler (ur. 1 listopada 1918 w Rudzie, zm. 3 grudnia 1942 w Katowicach) – polski kleryk rzymskokatolicki, alumn Śląskiego Seminarium Duchownego w Krakowie, działacz ruchu oporu w czasie II wojny światowej, bliski współpracownik bł. ks. Jana Machy.

## Życiorys
Urodził się 1 listopada 1918 roku w Rudzie (późniejsza część Rudy Śląskiej) w rodzinie komendanta rudzkiego dworca kolejowego Szymona i Zofii z d. Migura. Ochrzczony został 10 listopada 1918 roku w kościele św. Józefa w Rudzie, a w 1936 roku przyjął sakrament bierzmowania z rąk bpa Teofila Bromboszcza.
W 1938 roku ukończył komunalne gimnazjum koedukacyjne w Rudzie oraz zdał egzaminu dojrzałości, po czym rozpoczął studia na Wydziale Teologicznym Uniwersytetu Jagiellońskiego, a 25 maja wstąpił do Wyższego Śląskiego Seminarium Duchownego w Krakowie, w którym ukończył pierwszy rok formacji. Po wakacyjnej przerwie i wybuchu II wojny światowej nie wrócił już do seminarium w Krakowie, które zawiesiło swoją działalność – zwolniony został do domu wraz z innymi klerykami przez rektora seminarium ks. Wilhelma Szymbora w porozumieniu z bpem Stanisławem Adamskim 4 września 1939 roku.
Włączył się w poziemną akcję dobroczynną, którą organizował ks. Jan Macha, wikary parafii św. Józefa w Rudzie. Była to działająca w Rudzie organizacja „Konwalia”, której celem było było niesienie pomocy materialnej ofiarom niemieckiego terroru i duchowe wspieranie ludzi. Joachim Gürtler był bliskim współpracownikiem ks. Jana Machy, a znał się z nim już od czasów seminarium. Po śmierci ojca 27 października 1940 roku zmuszony został do podjęcia pracy fizycznej w firmie w Łabędach celem utrzymania rodziny.
Nocą 7 marca 1941 roku wraz z dwoma braćmi został aresztowany przez Gestapo, dzień po aresztowaniu ks. Jana Machy. Obaj zostali osadzeni najpierw w tymczasowym więzieniu w Mysłowicach, później w Bytomiu, po czym ostatecznie znaleźli się w więzieniu przy późniejszej ulicy Mikołowskiej w Katowicach. Z więzienia wysyłał grypsy oraz oficjalną korespondencję.
Niemiecki sąd krajowy w Katowicach 17 lipca 1942 roku skazał go wraz z ks. Janem Machą i Leonem Rydrychem na karę śmierci za udzielenie pomocy materialnej polskim rodzinom. Wyrok ten poprzez zgilotynowanie został wykonany w katowickim więzieniu 3 grudnia tego samego roku. Jego ciało zostało spalone w krematorium w obozie koncentracyjnym KL Auschwitz.